# Ричард Ментор Џонсон
Ричард Ментор Џонсон (енгл. Richard Mentor Johnson; 17. октобар 1780 или 1781 - 19. новембар 1850) је био амерички политичар који је служио као 9. потпредседник Сједињених Држава, у периоду од 1837. до 1841, за време мандата председника Мартина ван Бјурена. Једини је потпредседник Сједињених Држава кога је изабрао Сенат, по одредбама дванаестог амандмана. Џонсон је такође представљао Кентаки у Представничком дому и Сенату.
Ричард Ментор Џонсон је изабран у Представнички дом 1806. Зближио се са својим „земљаком“ из Кентакија, Хенријем Клејем као члан „ратних јастребова“, фракције која се залагала за рат са Уједињеним Краљевством 1812. године. На почетку Рата 1812, Џонсон је постављен за пуковника америчке војске. Са својим братом, Џејмсом је служио под Вилијамом Хенријем Харисоном Горњој Канади. Џонсон је учествовао у бици за Темзу, где је по неким изворима он лично убио индијанског поглавицу Текумсеа, што је касније користио у политичкој кампањи.
Након рата, Џонсон се вратио у Представнички дом, а затим је 1819. прешао у Сенат да би попунио место које је упразнио Џон Џ. Критенден. Како је његово гласачко тело расло, његова међурасна веза са робињом мулаткињом, Џулијом Чин, је све више критикована, што је штетило његовим политичким амбицијама. За разлику од других политичара који су били у вези са својим робињама, Џонсон није крио своју везу са Џулијом Чин, и сматрао ју је својом законитом супругом. Својевољно је признао њене две ћерке за своје, на запрепашћење дела својих гласача. Ова веза је била важан чинилац у поразу на изборима 1829. када је изгубио место у Сенату, али се већ следеће године вратио Представнички дом.
1836, Џонсон је био кандидат Демократске странке за потпредседника уз председничког кандидата Мартина ван Бјурена. У предизборној кампањи се ослањао на своје ратне заслуге и на то што је убио славног индијанског поглавицу. За избор за потпредседника су му зафалили гласови када је делегација Вирџиније у електорском колеџу одлучила да гласа мимо одлуке гласача у својој држави, и одбије да гласа за Џонсона. За потпредседника је изабран од стране Сената, по одредбама дванаестог амандмана на Устав.
Испоставило се да је Џонсон био толики терет за Демократску странку на изборима 1836, да је партија одлучила да га не номинује на изборима 1840. Уместо тога, ван Бјурен је ушао у кампању без потпредседничког кандидата, и изгубио на изборима од Вилијама Хенрија Харисона. Џонсон је начинио неколико неуспешних покушаја да се врати у политику, и 1850. је коначно успео да уђе у Представнички дом Кентакија. Умро је 19. новембра 1850, само две недеље након почетка мандата.

## Даља литература
- Shenkman, Richard; Reiger, Kurt (2003). One-Night Stands with American History (Revised and Updated Edition): Odd, Amusing, and Little-Known Incidents. HarperCollins. стр. 71—. ISBN 978-0-06-053820-0.
- Turner, William Hobart; Cabbell, Edward J. (1985). Blacks in Appalachia. University Press of Kentucky. ISBN 978-0-8131-0162-0.